# Platzhof (Solingen)

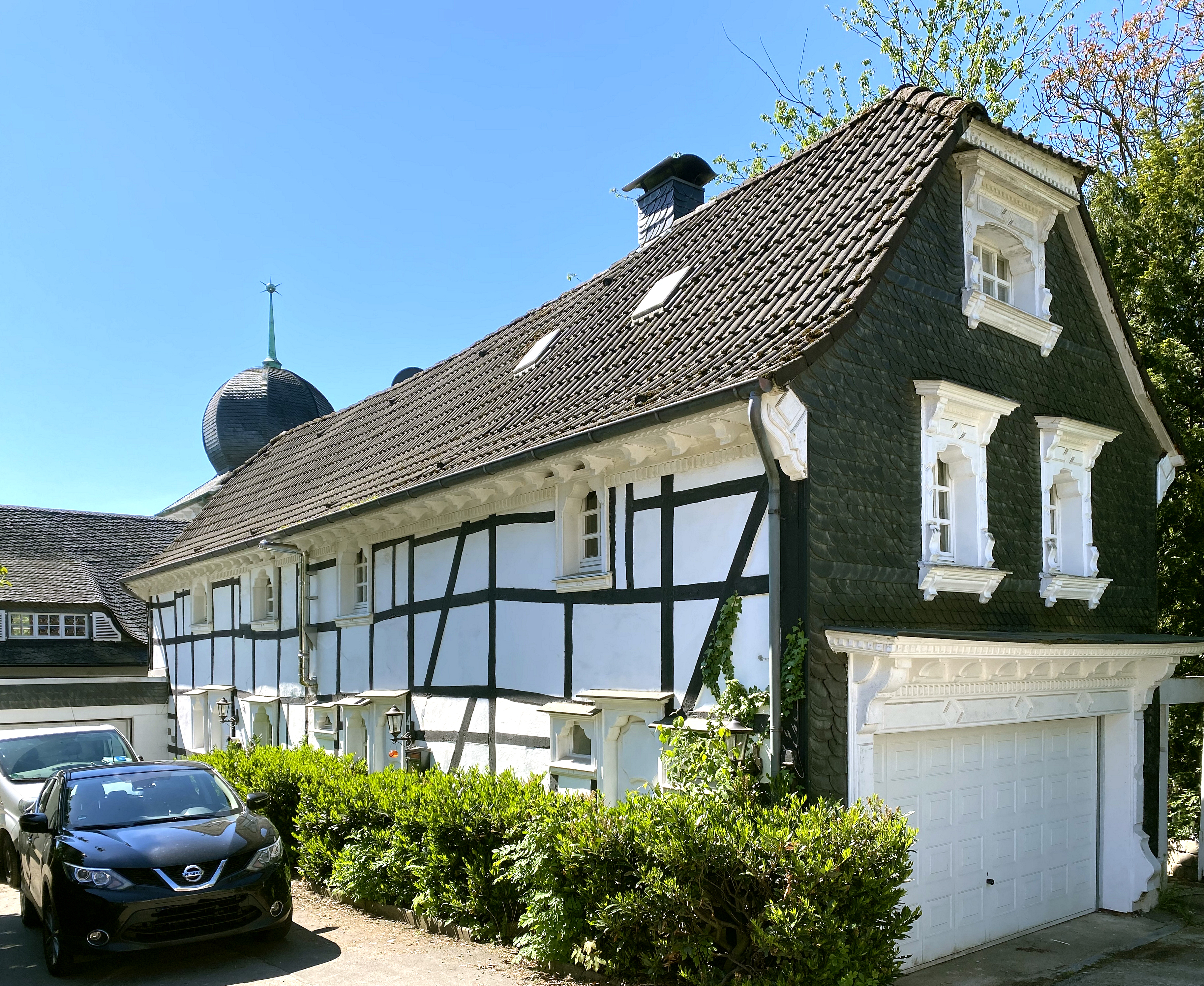
Platzhof 2, 4, 6

Platzhof ist ein aus einer Hofschaft hervorgegangener Wohnplatz in der bergischen Großstadt Solingen. Der Ort gab der Platzhofstraße seinen Namen, die als Kreisstraße 7 das Weinsberger Bachtal durchquert.

## Lage und Beschreibung
Platzhof befindet sich im Stadtbezirk Burg/Höhscheid und dort im zum Stadtteil Höhscheid gehörenden Weinsbergtal. Nördlich am Ort führt die als Kreisstraße 7 klassifizierte Platzhofstraße vorbei, von der der Ort über eine nach ihm benannte Stichstraße zugänglich ist. Im ursprünglichen Hofschaftskern sind noch mehrere Fachwerk- und Schiefergebäude erhalten, von denen einzelne unter Denkmalschutz stehen.
Im kleinen Bachtal im Südwesten fließt der Weinsberger Bach vorbei, der im Süden bei dem Wipperkotten in die Wupper mündet. Nördlich von Platzhof befindet sich der katholische Friedhof St. Suitbertus. Südöstlich befinden sich der evangelische Friedhof Solingen-Höhscheid, die Teppichsiedlung an der Regerstraße sowie ein Kleingartenverein.
Benachbarte Orte sind bzw. waren (von Nord nach West): Kirschheide, Lindenhof, Erf, Schallbruchsmühle, Platzhofermühle, Elsterbusch, Pereskotten, Bechershäuschen, Weinsberg und Neuenhof.

## Etymologie
Der Ortsname ist entweder von einem Familiennamen abgeleitet oder von der Geländeform. So könnte letzteres darauf hindeuten, dass der ursprüngliche Bauernhof auf einem großen Platz, d. h. in der Ebene, angelegt wurde (siehe auch Platzdorf).

## Geschichte
Platzhof ist wie die Nachbarhofschaft Weinsberg seit dem 15. Jahrhundert nachweisbar, beide erscheinen erstmals im Zehntverzeichnis der Abtei Altenberg von 1488. Das heutige Platzhof wurde dort erstmals als Platzbergh erwähnt.:1 In dem Kartenwerk Topographia Ducatus Montani von Erich Philipp Ploennies, Blatt Amt Solingen, aus dem Jahre 1715 ist der Ort mit einer Hofstelle verzeichnet und als Platzhof benannt. Der Ort wurde in den Registern der Honschaft Höhscheid innerhalb des Amtes Solingen geführt. Zum Ort gehörte auch eine Mühle, die östlich gelegene Platzhofermühle. Die Topographische Aufnahme der Rheinlande von 1824 verzeichnet den Ort als Platzhof benannt. In der Preußischen Uraufnahme von 1844 ist der Ort hingegen nur unbenannt neben Weinsberg verzeichnet. Dies trifft ebenso auf die Darstellung in der Topographischen Karte des Regierungsbezirks Düsseldorf von 1871 zu. In der Preußischen Neuaufnahme von 1892 ist der Ort erneut als Platzhof verzeichnet.
Nach Gründung der Mairien und späteren Bürgermeistereien Anfang des 19. Jahrhunderts gehörte der Ort zur Bürgermeisterei Höhscheid, die 1856 das Stadtrecht erhielt und lag dort in der Flur III. Neuenhof. 
Mit der Städtevereinigung zu Groß-Solingen im Jahre 1929 wurde Platzhof schließlich ein Ortsteil Solingens. Als Notstandsarbeit zur Bekämpfung der Arbeitslosigkeit während des Dritten Reiches wurde der Bau einer Verbindungsstraße zwischen Eichenstraße und Neuenhofer Straße durch das Weinsbergtal geplant. Für den Bau der Straße wurde ein Damm durch das Tal angelegt, bei dessen Aufschüttung im Jahre 1936 die Schallbruchsmühle abgerissen werden musste, da sie dem Bauvorhaben im Wege stand. Die Straße, die nach der benachbarten Ortschaft den Namen Platzhofstraße erhielt, wurde im Jahre 1936 fertiggestellt.
Im Jahre 1984 wurden im Ort die Gebäude Platzhof 2, 4, 6 sowie der mächtige Fachwerkkomplex 8, 10, 12 (oben abgebildet) in die Solinger Denkmalliste eingetragen. 1999 folgte das Gebäude Platzhof 20.